# Beate Uhse
Beate Uhse-Köstlin (n. 25 octombrie 1919, Wargenau lângă Cranz, Prusia Orientală – d. 16 iulie 2001, St. Gallen, Elveția; se numea de fapt Beate Rotermund-Uhse, născută Köstlin) a fost un pilot și om de afaceri german. Beate a fost primul pilot german de sex feminin. Ea a întemeiat după cel de al doilea război mondial primul Sex shop din lume. 
În prezent firma inițiată de Beate, este una din firmele cele mai mari de produse erotice, din lume. Firma ei a fondat Muzeul erotic Beate Uhse și un post TV numit Sky Deutschland.